# Laurids Skau

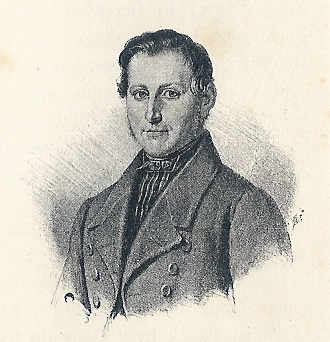
Laurids Skau um 1888.

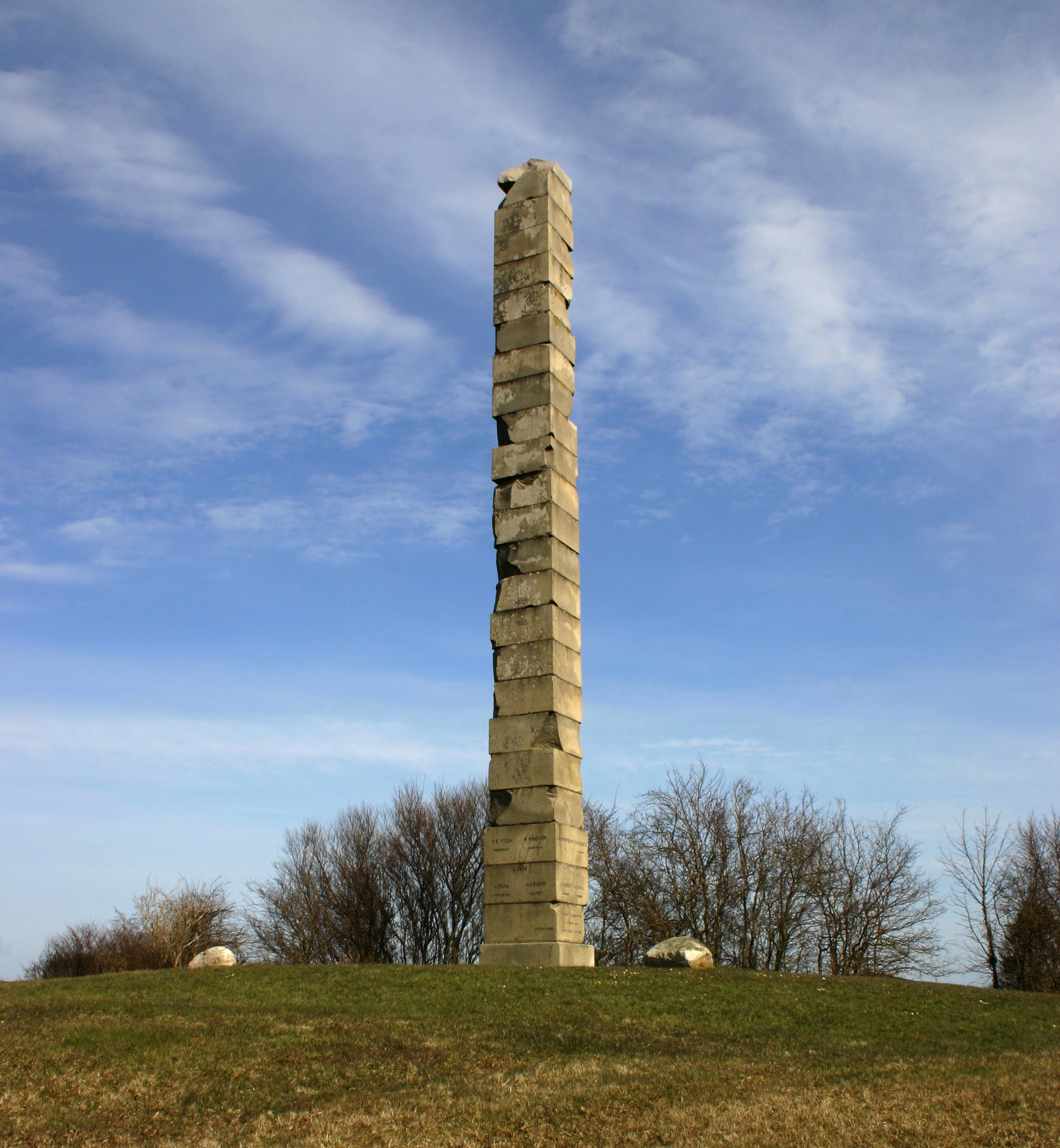
Obelisk

Laurids Pedersen Skau (* 22. Mai 1817 in Sommerstedt bei Hadersleben; † 11. Mai 1864 auf Hof Mariegård bei Hadersleben) war ein schleswigscher Landwirt und Politiker.

## Leben
Laurids Skau war ein Sohn des Hofbesitzers Jens Lauritzen Skau (1795–1863) und dessen Ehefrau Bodil Kjestine, geborene Raun (1788–1861). Er hatte einen Bruder namens Peder Skau, der ebenfalls als Politiker und Landwirt tätig war.
Laurids Skau war Hofbesitzer in Houdst. Trotz seiner bäuerlichen Herkunft stieg er zum Amtsverwalter auf. Als Folge der Märzrevolution in Dänemark wurde eine Verfassung erlassen und ein Parlament (Folketing) eingerichtet. 1849 bis 1852 gehörte Skau diesem Folketing an. 1853 bis 1864 war er Mitglied der Ständeversammlung und 1854 des Reichsrats. Er war ein äußerst begabter Redner und einer der bekanntesten dänischen Abgeordneten seiner Zeit.
Nach der Niederschlagung der Schleswig-Holsteinischen Erhebung wurde er 1853 als Vertreter der kleineren Landbesitzer im Wahlbezirk 3 (Hadersleben) in die Schleswigsche Ständeversammlung gewählt, wo er Wortführer der dänischsprachigen Minderheit wurde. Insbesondere in der Sprachenfrage setzte er sich für Dänisch als Amtssprache in Nordschleswig massiv ein.

## Erinnerung
Auf dem Obelisken auf Skamlingsbanken südlich Kolding ist auch sein Name aufgeführt und etwas entfernt im Wald erinnert auch ein Einzeldenkmal an ihn. In Kopenhagen ist die Laurids Skaus Gade nach ihm benannt.

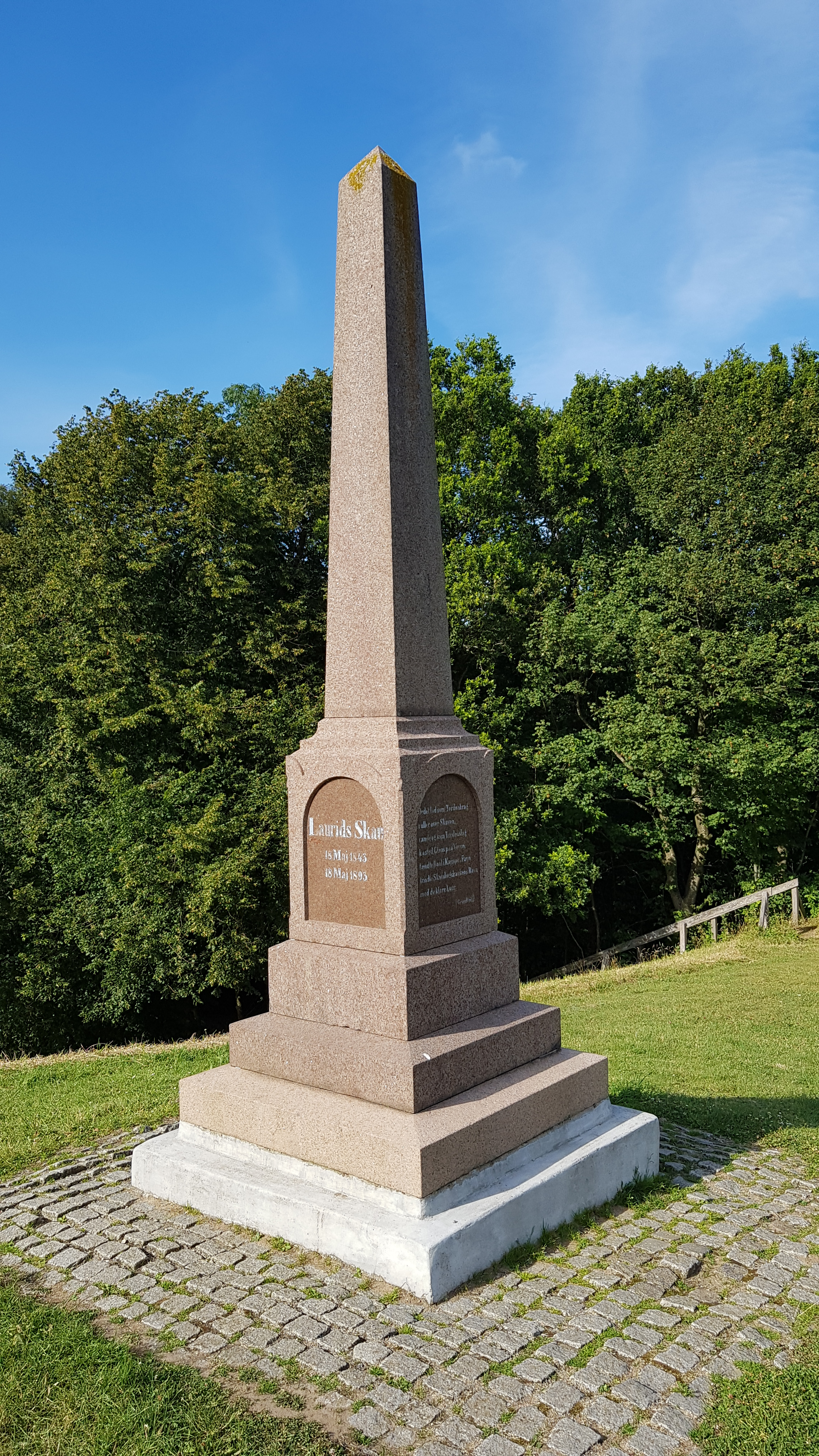
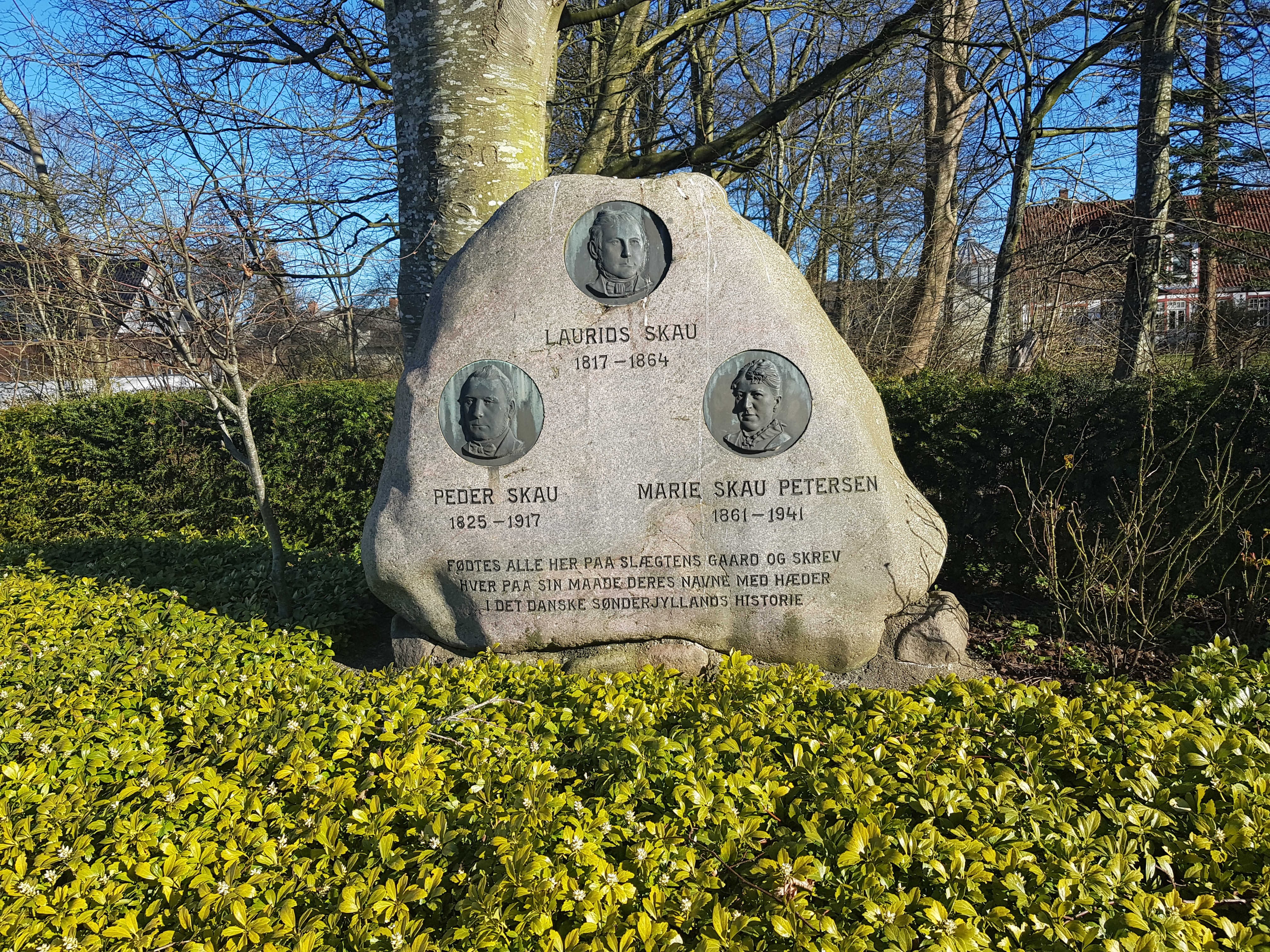